# مطار جنوة كريستوفورو كولومبو
مطار جنوة (إياتا: GOA، إيكاو: LIMJ)(بالإيطالية: Aeroporto di Genova)‏(الإيطالية: إيروبورتو دي غينوفا) والمسمى أيضا مطار كريستوفورو كولومبو هو مطار دولي بني على شبه جزيرة اصطناعية، يبعد حوالي 4 NM (7.4 كـم؛ 4.6 ميل) غرب من جنوة، إيطاليا. يعنبر أهم مطار في ليغوريا ويخدم المدينة وميناء جنوة. ويتولى تشغيله حاليا شركة إيروبورتو دي غينوفا سبا، التي قامت مؤخرا بترقية مجمع المطار.

## الخطوط الجوية والوجهات
| شركـات طيـران                   | الوجهات |
| ------------------------------- | --- |
| Air Dolomiti                    | مطار ميونخ الدولي |
| Albawings                       | مطار تيرانا الدولي |
| إيتا (شركة طيران)               | مطار ليوناردو دا فينشي موسمي: Alghero، Olbia |
| الخطوط الجوية الملكية الهولندية | مطار سخيبول أمستردام |
| رايان إير                       | مطار باري كارل فويتيالا ‏، Brindisi، مطار هنري كواندا الدولي، Cagliari، مطار كاتانيا-فونتاناروسا، مطار بروكسل شارلروا الجنوب، مطار دبلن الدولي، Lamezia Terme، مطار لندن ستانستد، مطار مانشستر، مطار نابولي، مطار باليرمو الدولي |
| فولوتيا                         | مطار نابولي، مطار باريس أورلي موسمي: Olbia |
| خطوط فيولينغ الجوية             | مطار باريس أورلي موسمي: مطار برشلونة الدولي، مطار غاتويك |
| ويز للطيران                     | مطار تيرانا الدولي |

## روابط خارجية
- Official website
- تاريخ الحوادث لـ (GOA) على شبكة سلامة الطيران.